# Joseph Swan
Joseph Wilson Swan (31 octobre 1828, Sunderland, Royaume-Uni - 27 mai 1914  à Warlingham, comté de Surrey, Royaume-Uni) est un électricien et chimiste britannique.
Sa connaissance des composants de la cellulose lui permit d’inventer le papier photographique au bromure d'argent (1864) et de produire des filaments à incandescence stables à partir de fibre de coton. Il fut un des précurseurs dans le développement de  la lampe à incandescence en 1879.

## Biographie
Joseph Wilson Swan est né en 1828 à Pallion Hall, dans la paroisse de Bishopwearmouth, Sunderland, de John Swan et d'Isabelle Cameron.

### L'associé
Il assiste aux conférences de l'Atheneum de Sunderland, puis s'associe à son beau-frère, John Mawson (1819 – 1867), un fabricant de produits pharmaceutiques de Newcastle upon Tyne, pour former Mawson, Swan & Morgan. Les locaux d'origine de la société existent toujours, et sont exploités par la société suédoise de prêt-à-porter H&M : on les reconnaît facilement aux lampes électriques encadrant la vitrine sur Grey Street, dans le style victorien. Swan habitait une grande maison du quartier de Low Fell, à Gateshead, et c'est là qu'il a effectué la plupart de ses expériences.

### Photographie
En traitant des plaques photographiques humides, Swan avait remarqué que la chaleur augmente la sensibilité des émulsions de bromure d'argent. Dès 1871, il avait découvert le moyen d'employer des plaques sèches en substituant aux plaques en verre un plastique à base de nitrocellulose rendant la photographie un loisir accessible. Huit ans plus tard, il breveta le papier bromure, dont les dérivés sont toujours utilisés pour produire des épreuves en noir et blanc.
En 1864, Swan breveta le contre-transfert, amélioration décisive du procédé au charbon découvert précédemment par Alphonse Poitevin, pour éviter le jaunissement des clichés. Avec cette étape supplémentaire, Swan parvint à conserver aux photographies une palette de teintes maximum.

### L'éclairage électrique

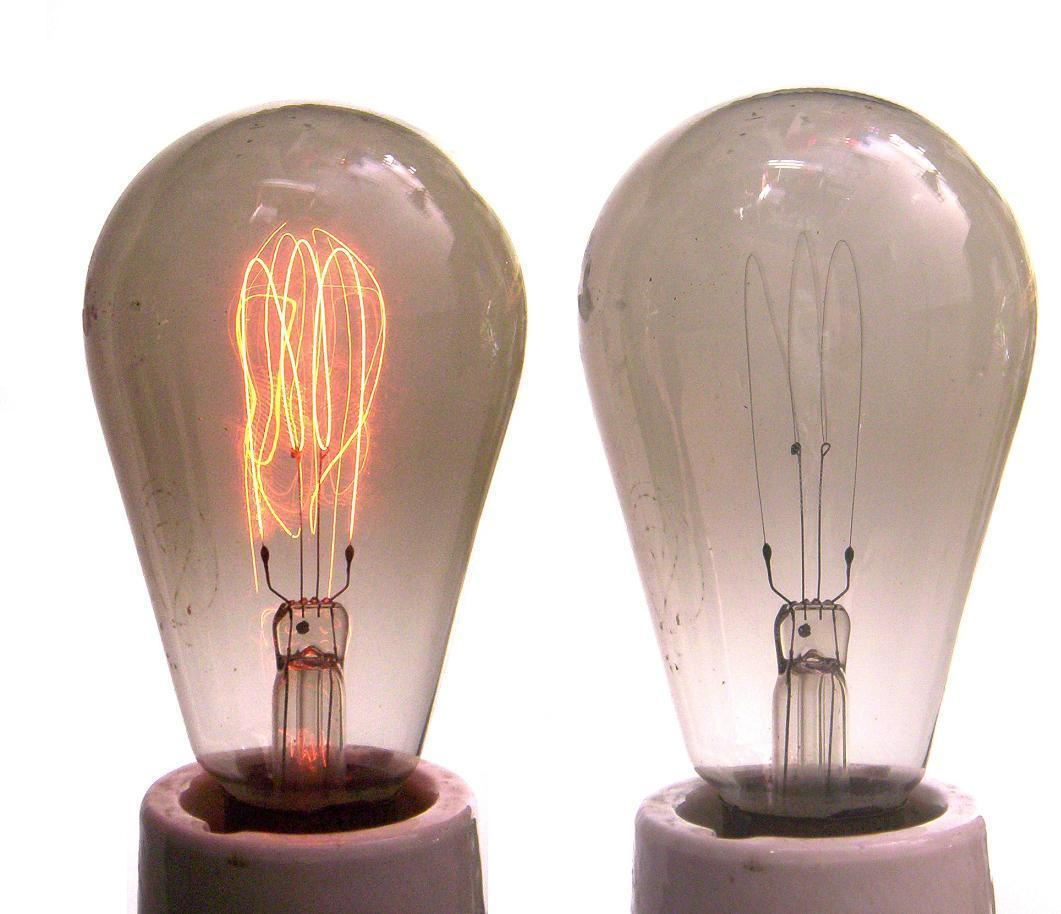
Lampe à filament de carbone (douille E27, 220 volts, approx. 30 W) ; à gauche, allumée sous une tension de 100 V.

En 1850, Swan effectua ses premiers essais avec une ampoule d’éclairage faite de filaments de papier carbonisé branchés dans une ampoule en verre où il avait fait le vide (l’absence d’oxygène empêchant la combustion du carbone).
Dès 1860, il put faire la preuve de leur bon fonctionnement, et breveta d’une part l’idée de faire un vide partiel dans l’ampoule, d’autre part l’idée d'utiliser l’incandescence d’un filament de carbone ; toutefois, la piètre qualité du vide pratiqué et l’instabilité du générateur électrique n’en faisaient pas une source d’éclairage utilisable.
Ce n'est qu'à partir de 1875 que Swan reprit ses projets d'ampoule pour l'éclairage : il pouvait désormais compter sur une pompe à vide améliorée, et envisageait à présent d'utiliser des fils couverts de carbone comme filaments. Mais ses premiers filaments présentaient une résistance électrique faible ; pour obtenir leur incandescence, il fallait une intensité très élevée, ce qui était possible au laboratoire ou dans le cadre d’une démonstration en utilisant des fils de cuivre à la fois gros et courts, mais non pour une utilisation commerciale.
Swan fit la première démonstration publique de sa lampe à incandescence lors d'une conférence prononcée devant la Société Chimique de Newcastle, le 18 décembre 1878 ; mais la lampe, après avoir brillé d'un vif éclat pendant quelques minutes, se brisa à cause de la chaleur dégagée par effet Joule. Enfin, le 17 janvier 1879, il répéta l'expérience sans casser l'ampoule : le problème de l’éclairage électrique à incandescence avec une ampoule où l'on avait fait le vide était résolu. Le 3 février 1879, il refit l'expérience en présence de plus de 700 personnes, dans l'amphithéâtre de la Société Littéraire et Philosophique de Newcastle upon Tyne, sous la présidence de Sir William Armstrong. Swan s'attachait désormais à obtenir des filaments de carbone de meilleure qualité, et étudia particulièrement la façon de les lier aux électrodes. C'est ainsi qu'il fut amené à traiter des fibres de coton pour obtenir des brins « parcheminés » : il en déposa le brevet no 4933 le 27 novembre 1880.

### Diffusion en Angleterre
L'éclairage électrique devint année après année un luxe, qui équipa d'abord les manoirs et hôtels particuliers d'Angleterre. La propre maison de l'inventeur, du quartier de Low Fell, à Gateshead, Underhill dans la rue de Kells Lane, fut la première au monde à être équipée d'un éclairage électrique. La bibliothèque de la Société Littéraire et Philosophique de Newcastle, sur Westgate Road, fut la première salle éclairée à l'électricité : ce fut pendant la conférence donnée par Swan le 20 octobre 1880,. En 1881, il créa sa propre société, The Swan Electric Light Company, et démarra la production commerciale.

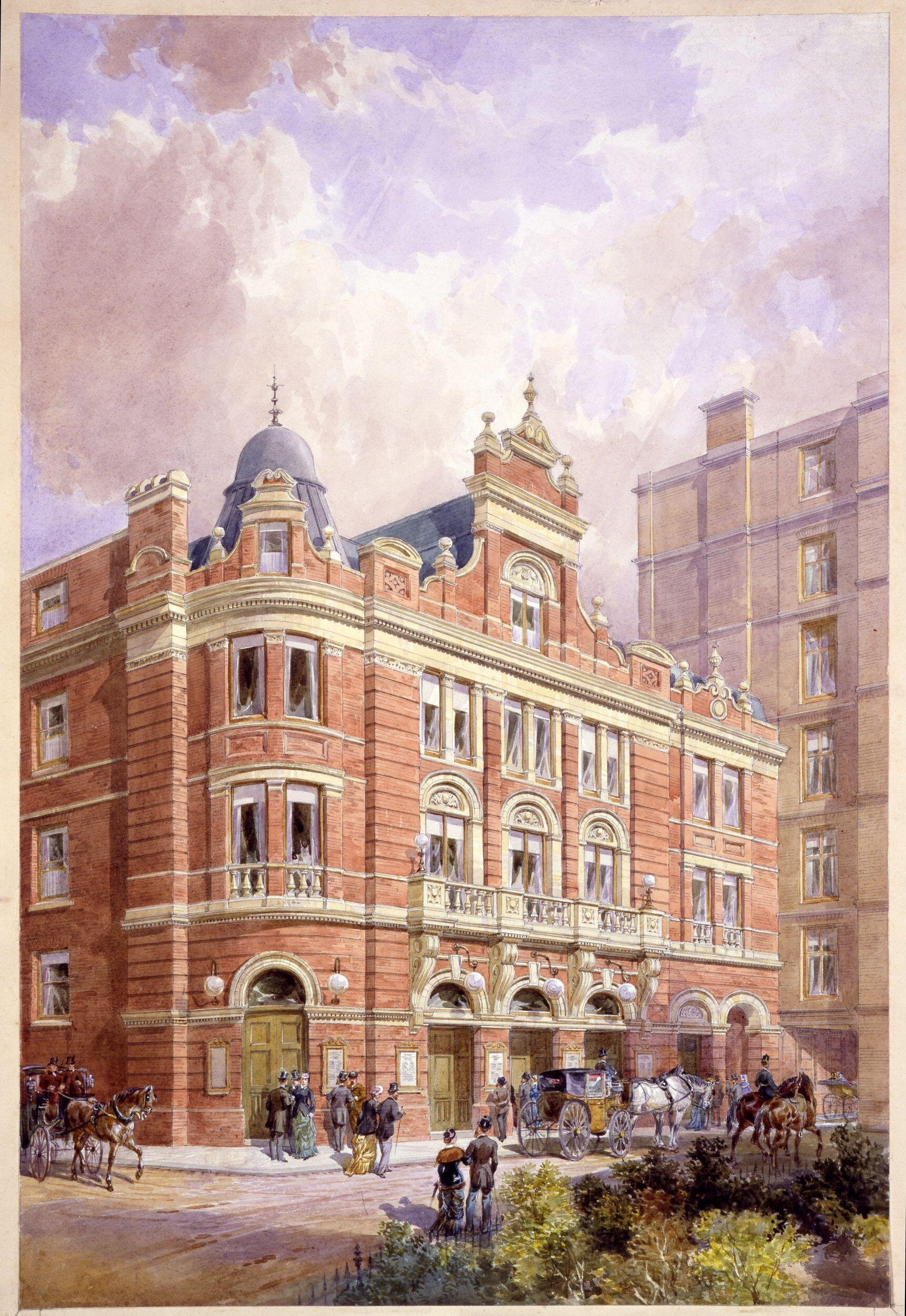
Façade originale du Savoy Theatre (1881).

Puis Swan électrifia le Savoy, un théâtre ultra-moderne dans le quartier de Westminster à Londres, qui devint ainsi le premier bâtiment public au monde à être entièrement éclairé à l'électricité. Swan fournit les quelque 1 200 lampes à incandescences de la salle ; elles étaient alimentées en courant par une génératrice à vapeur d'une puissance de 88,3 kW (120 CV), montée sur le terrain vague jouxtant le théâtre,. L'architecte du Savoy, Richard D'Oyly Carte, justifia ainsi le recours à l'éclairage électrique de Swan :
« Parmi les plus grands dommages affectant les plaisirs de la scène, il y a indiscutablement l'air vicié et la chaleur, qui affectent tous les théâtres. Comme chacun le sait, les brûleurs consomment chacun autant d'oxygène qu'une personne, et en outre émettent beaucoup de chaleur ; les lampes à incandescence ne consomment pas d'oxygène, et l'échauffement qu'elles provoquent est imperceptible. »
La première génératrice s'étant avérée insuffisante pour alimenter toute la salle, et bien que toute la façade de l'édifice fût éclairée électriquement, on éclaira finalement la scène avec des becs de gaz jusqu'à la fin de l'année 1881. Lors de la représentation du 28 décembre, l'architecte Carte monta sur scène et cassa devant le public une ampoule allumée, pour prouver qu'il n'y avait aucun danger avec l'ampoule de Swan. Dans sa livraison du 29 décembre 1881, The Times vantait la supériorité de l'ampoule électrique sur l'éclairage au gaz, du point de vue du confort visuel.
La seconde résidence familiale à recevoir un éclairage électrique fut celle du plus gros industriel de la région, Sir William Armstrong : ce dernier résidait désormais dans son domaine de Cragside, dans les environs de Rothbury (Northumberland). Swan supervisa personnellement l’installation tout au long du mois de décembre 1880. Le mois suivant, il créa sa propre usine de fabrication d'ampoules électriques, la Swan Electric Light Company Ltd, dans le faubourg de Benwell à Newcastle.
Le premier navire disposant de l'éclairage Swan fut le The City of Richmond, trafiquant sur l’Inman Line (juin 1881). La Royal Navy adopta cette innovation pour ses bâtiments avec le cuirassé HMS Inflexible (1881 également).
Swan fut le promoteur de la lampe de mineur électrique, dont il présenta le prototype devant l'« Institut des Ingénieurs de Mines du Nord de l'Angleterre », le 14 mai 1881. Comme ce prototype nécessitait de tirer un fil électrique, il en présenta une version fonctionnant sur piles l'année suivante et d'autres versions suivirent. Dès 1886, la société Edison-Swan commercialisait une lampe de mineur à plus fort pouvoir éclairant qu'une lampe à combustion, mais elle n'était pas fiable et se vendit mal : tout au long des 20 années suivantes, d'autres constructeurs prirent la relève et gagnèrent le marché des lampes électriques.
En cherchant à améliorer les filaments de ses ampoules électriques, Swan avait fait une autre découverte : son usine d'ampoules utilisait en effet des filaments de cellulose ; en 1881, il fit breveter un procédé pour extraire la nitrocellulose des fibres par des filières pour diminuer leur résistance électrique. L'industrie textile se servira par la suite de ce procédé,.

### La société Ediswan et la création deGeneral Electric

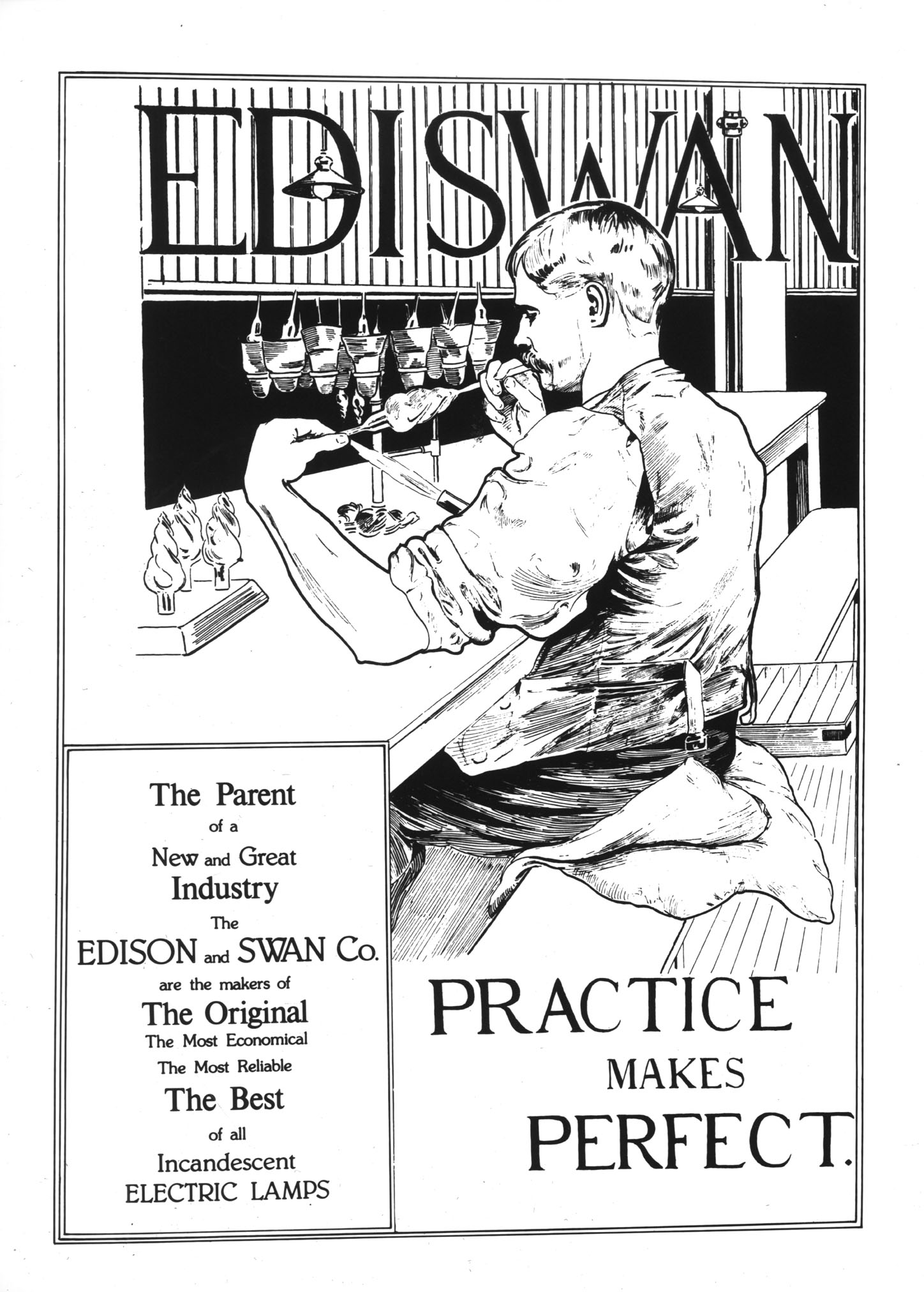
Affiche (crédit : fonds Swan du Discovery Museum, Newcastle).

En 1883, l’Edison & Swan United Electric Light Company voyait le jour. Baptisée familièrement Ediswan, elle commercialisait des lampes à filaments de cellulose, inventés par Swan en 1881. Les différentes variantes du filament de cellulose s’imposèrent à l'industrie, notamment grâce à un procédé de fabrication breveté par Lewis H. Latimer lors de ses travaux à la US Electric Lighting Company - sauf précisément à la société de Thomas Edison, qui continuera d'utiliser des filaments de bambou jusqu’à sa fusion avec Ediswan en 1892, pour former Edison General Electric : désormais, les ampoules à incandescence utiliseront des filaments de cellulose, jusqu'en 1906 (système Auer au tungstène).
En 1886, la société Ediswan établit son usine dans un moulin de jute à Ponders End, au nord de Londres. C'est dans cette usine qu'à partir de 1916, Ediswan fabrique les premiers postes radio à triode britanniques. Elle constitue ainsi le noyau de ce qui deviendra la zone industrielle de Brimsdown, où pendant des décennies va se concentrer la manufacture de triodes, de tube cathodiques, etc. Ainsi, le faubourg londonien d'Enfield devient l’un des hauts-lieux de l’industrie électronique britannique pendant la plus grande partie du XXe siècle. Ediswan a été absorbé à la fin des années 1920 par British Thomson-Houston.

### Ses dernières années
En 1894, Swan fut élu fellow de la Royal Society, et au mois de septembre 1901, il était fait docteur honoris causa de l'université de Durham.
En 1904, il fut anobli, fut lauréat de la médaille Hughes, et nommé membre honoraire de la Pharmaceutical Society.
Swan est mort, en 1914, à Warlingham dans le Surrey.